# Fiffelfaktor
En fiffelfaktor eller fuskfaktor är en påhittad konstant eller variabel som åberopas i syfte att få ett beräknat resultat att stämma bättre överens med verkligheten. Fiffelfaktorer är av särskilt intresse där de förekommer inom vetenskap.  
I vetenskapliga sammanhang är en fiffelfaktor en faktor som introduceras ad hoc för att bortförklara en brist på överensstämmelse mellan observation och teori- eller modellbaserad förutsägelse, utan att faktorns existens i verkligheten är belagd på något oberoende sätt. Fiffelfaktorer kan vara motiverade av att man tror på teorin oberoende av empirisk evidens, vilket kan hända till exempel när teorin har fått status av allmänt vedertagen doktrin. Det kan då förekomma att man antingen tvivlar på observationerna eller har en förhoppning om att faktorns existens i verkligheten kommer att visa sig i framtiden. 
Det ingår i den vetenskapliga metoden att introducera hypoteser som kan testas empiriskt. En sådan hypotes kan till exempel introduceras i ett försök att förklara en diskrepans mellan observation och förutsägelse. Hypoteser blir till fiffelfaktorer om de betraktas som sanna fast de inte kan testas, eller har testats och vederlagts. 

## Exempel
Ett klassiskt exempel på en fiffelfaktor som visade sig vara berättigad är neutrinon, som introducerades 1931 för att bortförklara diskrepanser i energi och rörelsemängd vid betasönderfall.  På den tiden var neutrino-hypotesen omöjlig att testa.  Detta blev dock tekniskt möjligt 25 år senare, och 1956 kunde neutrinos existens bekräftas i oberoende experiment.
Ett exempel på motsatsen, en fiffelfaktor som visade sig vara fel, är epicykelmodellen för planeternas rörelse.  Epicykelmodellen utvecklades av grekiska astronomer kring tiden för vår tideräknings början av bland andra Klaudios Ptolemaios. Copernicus heliocentriska världsbild och Keplers upptäckt på 1600-talet att planetbanorna är elliptiska medförde att ingen fiffelfaktor längre behövdes.
Moderna exempel på fiffelfaktorer är begreppen mörk materia och mörk energi inom den kosmologiska standardmodellen. Dessa begrepp introducerades för att bortförklara avvikelsen mellan det som astronomerna observerade och det som den gängse modellen förutsade. När det gäller den mörka energin, hade redan Einstein infört den kosmologiska konstanten i syfte att skapa konsistens med ett statiskt universum, något som han ångrade efter Edwin Hubbles upptäckt av universums expansion. Genom sin repellerande effekt har den fått en renässans som en möjlig förklaring till den mörka energin.  Om införandet av mörk materia och mörk energi är berättigat eller inte återstår att se.